# Вихарев, Сергей Геннадьевич
Сергей Геннадьевич Вихарев (15 февраля 1962, Ленинград — 2 июня 2017, Санкт-Петербург) — советский и российский артист балета, актёр, хореограф, балетмейстер Мариинского театра (с 2007), заслуженный артист России (2002). Наиболее  известен воссозданием старинных балетов Мариуса Петипа («Спящая красавица», «Баядерка» и других).

## Биография
Выпускник Ленинградского хореографического училища имени А. Я. Вагановой (1980), ученик В. Г. Семёнова. В том же году был принят в балетную труппу Ленинградского театра оперы и балета имени С. М. Кирова. Первый исполнитель ряда партий, среди основных: Юноша («Шопениана»), Альберт («Жизель» А. Адана), Джеймс («Сильфида» Х. Левенскьолда), Трубадур («Раймонда» А. К. Глазунова), Дезире («Спящая красавица» П. И. Чайковского), Меркуцио («Ромео и Джульетта» С. С. Прокофьева), Петрушка («Петрушка» И. Ф. Стравинского). Сыграл роль Арлекина в фильме-балете «Маскарад» (1986).
Выступал также на сцене Ленинградского театра современного балета, в спектаклях Независимой труппы Аллы Сигаловой и др. Работал в Донецком театре оперы и балета (1987—1988), главный балетмейстер Новосибирского театра оперы и балета (1999—2006). Работал за границей — в Астане, Токио и др. С 2007 — балетмейстер-репетитор Мариинского театра.
Поставил около двадцати спектаклей в российских и зарубежных театрах. Выдающийся балетмейстер-реконструктор балетов Мариуса Петипа. Среди основных постановок: «Спящая красавица» П. И. Чайковского (1999), «Баядерка» Л. Минкуса (2002), «Пробуждение Флоры» Р. Е. Дриго (2007, все — Мариинский театр), «Раймонда» А. К. Глазунова (театр «Ла Скала» в Милане, 2011), «Коппелия» Л. Делиба (Большой театр, 2009), «Тщетная предосторожность» П. Гертеля (Екатеринбургский театр оперы и балета, 2015).
Лауреат Международных конкурсов артистов балета в Вене (1980) и в Москве (1985). Как балетмейстер номинировался на национальную театральную премию «Золотая маска» (2002, 2008, 2009, 2016, 2019). Стал лауреатом этой премии в 2008 году за работу в спектакле «Пробуждение Флоры».
Скончался 2 июня 2017 года в кресле стоматолога в частной клинике после инъекции пропофола.
Похоронен на Серафимовском кладбище.